# 1980年モスクワオリンピックのフランス選手団
1980年モスクワオリンピックのフランス選手団（1980ねんモスクワオリンピックのフランスせんしゅだん）は、1980年7月19日から8月3日にかけてソビエト連邦の首都モスクワで開催された1980年モスクワオリンピックのフランス選手団、およびその競技結果。今大会のフランス選手団は、ソビエト連邦によるアフガニスタン侵攻への抗議として五輪旗を使用した。

## 概要
今大会は金メダル6個、銀メダル5個、銅メダル3個の合計14個のメダルを獲得した。

## メダル
| メダル | 選手名                                                                    | 競技   | 種目                  |
| ------ | ------------------------------------------------------------------------- | ------ | --------------------- |
| 金     | ティエリー・レイ                                                          | 柔道   | 男子60kg級            |
| 金     | アンジェロ・パリジ                                                        | 柔道   | 男子95kg超級          |
| 銀     | アンジェロ・パリジ                                                        | 柔道   | 男子無差別級          |
| 銀     | ヤーベ・カール                                                            | 自転車 | 男子スプリント        |
| 銀     | アレン・ボンデュー                                                        | 自転車 | 男子4000m個人追い抜き |
| 銅     | ベルナール・チュルーヤン                                                  | 柔道   | 男子78kg級            |
| 銅     | アントワーヌ・リシャール パスカル・バレ パトリック・バレ エルマン・パンゾ | 陸上   | 男子4×100mリレー      |